# Хейдеман, Гюнтер
Гюнтер Хейдеман (нем. Günther Heydemann; 11 января 1914, Грайфсвальд — 2 января 1986, Гамбург) — немецкий офицер-подводник, капитан-лейтенант (1 апреля 1941 года).

## Биография
23 сентября 1933 года поступил на флот кадетом. 1 октября 1936 года произведен в лейтенанты. Служил на линейных кораблях «Силезия» и «Шлезвиг-Гольштейн».

## Вторая мировая война
В апреле 1940 года переведен в подводный флот. В качестве вахтенного офицера совершил 2 похода на подлодке U-69, которой командовал Йост Метцлер.
19 июня 1941 года назначен командиром подлодки U-575 (Тип VII-C), на которой совершил 8 походов (проведя в море в общей сложности 337 суток).
3 июля 1943 года награждён Рыцарским крестом Железного креста.
29 июля 1943 года назначен офицером по боевой подготовке 23-й флотилии, позже переведен в 25-ю флотилию.
Всего за время военных действий Хейдеман потопил 8 судов общим водоизмещением 36 106 брт и повредил 1 танкер водоизмещением 12 910 брт.